# 大森靖也
大森 靖也（おおもり やすや、1937年 - ）は、日本の材料科学者。愛媛大学名誉教授。元日本金属学会会長。
1976年大阪大学工学博士。愛媛大学工学部教授を経て、2000年日本金属学会会長。退職後、愛媛大学名誉教授。

## 著書
- 『固体の相転移とその観察の基礎』大学教育出版 2000年